# Animalization
Animalization peti je album za američko tržište od britanskog rock sastava The Animals, a izlazi u srpnju 1966.g. Popis pjesama na albumu donekle se razlikuje od britanskog izdanja Animalisms.
U tom periodu bubnjar John Steel odlazi iz sastava a na njegovo mjesto dolazi Barry Jenkins, prethodno član sastava "The Nashville Teens". Obojica se nalaze na omotu albuma, Jenkins na prednjoj strani (gore desno u smeđoj košulji), a Steel na zadnjoj.

## Popis pjesama

### Strana prva
1. "Don't Bring Me Down" (Gerry Goffin, Carole King) - 3:13
2. "One Monkey Don't Stop No Show" (Joe Tex) - 3:20
3. "You're On My Mind" (Eric Burdon, Dave Rowberry) - 2:54
4. "She'll Return It" (Barry Jenkins, Dave Rowberry, Eric Burdon, Chas Chandler, Hilton Valentine) - 2:47 [nema je na popisu zadnje strane omota]
5. "Cheating" (Eric Burdon, Chas Chandler) - 2:23
6. "Inside Looking Out" (John Avery Lomax, Alan Lomax, Eric Burdon, Chas Chandler) - 3:47

### Strana druga
1. "See See Rider" (Ma Rainey) - 3:58
2. "Gin House Blues" (Troy, Henderson) - 4:37
3. "Maudie" (John Lee Hooker) - 4:03
4. "What Am I Living For" (F. Jay, A. Harris) - 3:12
5. "Sweet Little Sixteen" (Chuck Berry) - 3:07
6. "I Put a Spell on You" (Screamin' Jay Hawkins) - 2:55